# Rebecca Lolosoli

## Tiểu sử
Rebecca Lolosoli, sinh năm 1962 ở làng Wam và là một trong một gia đình có sáu anh chị em. Bà là người đồng sáng lập Umoja và là trưởng làng ở hạt Samburu, phía bắc Kenya, được bao quanh bởi hàng rào gai. Ngôi làng là nơi ẩn náu cho phụ nữ chạy trốn lạm dụng tình dục, và đàn ông bị cấm khỏi làng. Và một điều đặc biệt nhất ở đây đó là không có đàn ông nào sống ở đây.

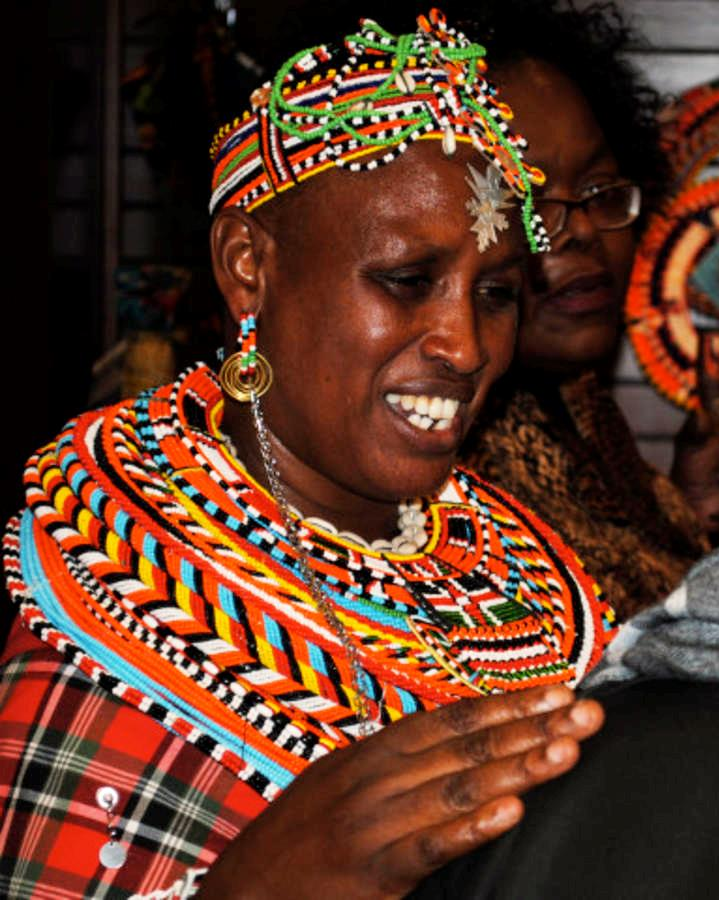

## Bối cảnh xã hội
Umoja và là trưởng làng ở hạt Samburu, phía bắc Kenya, với dân số của Umoja có xu hướng tăng, bao gồm bất kỳ phụ nữ nào thoát khỏi hôn nhân tuổi vị thành niên, hủ tục cắt xén bộ phận sinh dục nữ, bạo lực gia đình và hãm hiếp. Điều đáng nói là những hành động tàn ác bất công đối với người phụ nữ như vậy lại được coi là tiêu chuẩn văn hóa trong một cộng đồng. Câu chuyện kỳ lạ này bắt nguồn từ thời điểm Rebecca Lolosoli tham gia quan tâm về lịch sử hình thành, ngôi làng được thành lập năm 1990 bởi 15 người phụ nữ sống sót sau vụ xâm hại tình dục của những người lính Anh. Dân số của Umoja ngày càng tăng, bao gồm bất kỳ phụ nữ nào thoát khỏi hôn nhân tuổi vị thành niên, hủ tục cắt xén bộ phận sinh dục nữ, bạo lực gia đình và hãm hiếp. Điều đáng nói là những hành động tàn ác bất công đối với người phụ nữ như vậy lại được coi là tiêu chuẩn văn hóa trong một cộng đồng.
Từ khi về làm trưởng làng, Rebecca Lolosoli đã cuốn hút thêm nhiều phụ nữ và cả các bé gái tới sinh sống ở làng Umoja. Họ học cách buôn bán, nuôi dạy con cái và quan trọng hơn cả là sống trong một môi trường không có sự phân biệt đối xử và bạo lực của đàn ông.
Ngôi làng vào thời điểm gần nhất thống kê khoảng có 47 phụ nữ và 200 trẻ em sinh sống. Dù sống rất tiết kiệm nhưng họ chỉ có thể kiếm được thu nhập đủ để cung cấp thực phẩm, quần áo và chỗ ở. Các trưởng làng điều hành một khu cắm trại cách con sông chừng một cây số - nơi những nhóm khách du lịch safari nghỉ chân.
Về gia đình, một người phụ nữ trẻ ở Umoja có đến 5 người con, mỗi đứa con mang dòng máu của những người đàn ông khác nhau. Xét theo lệ làng này, việc có con mà chưa kết hôn là không hay, nhưng nếu không có những đứa trẻ này thì chúng tôi chẳng còn là gì cả.
Làng Umofa còn có cả một quỹ đóng góp chung dồi dào để xây dựng tòa nhà trung tâm, trường học và giúp đỡ những hoàn cảnh ốm đau, khuyết tật. Ngoài ra các nữ chủ nhân của làng dựng một trại nuôi gà để cung cấp nguồn protein cũng như nguồn thu nhập cho người dân.

## Tác động đến cộng đồng
Rebecca Lolosoli bắt đầu có sức ảnh hưởng lớn hơn đến các quốc gia châu Á. 
Ban đầu, năm 1995, những người phụ nữ của Umoja đã bầu làm chủ tịch Tổ chức Maendeleo Ya Wanawake (MYWO), một tổ chức vì sự nâng cao của phụ nữ. Cô giữ bài trong mười năm.
Đến năm 2005, Lolosoli đã tham dự một hội nghị của Liên Hợp Quốc tại New York. Nhưng ngay sau đó, Lolososo đã nhận được những lời đe dọa tử vong từ những người đàn ông địa phương vì lập trường của cô về quyền của phụ nữ ngay trước khi cô đến New York. 
Với các hoạt động của mình, năm 2010 bà được trao Giải thưởng Lãnh đạo toàn cầu từ Vital Voices.